# Smalsländfluga
Smalsländfluga (Sphaerophoria chongjini) är en tvåvingeart som beskrevs av Bankowska 1964. Smalsländfluga ingår i släktet sländblomflugor, och familjen blomflugor. Arten är reproducerande i Sverige. Inga underarter finns listade i Catalogue of Life.